# Phan Tuấn
Phan Tuấn (chữ Hán: 潘濬; ?-239) là quan nhà Đông Ngô thời Tam Quốc trong lịch sử Trung Quốc.

## Phục vụ Lưu Biểu
Phan Tuấn có tên tự Thặng Minh (承明), người huyện Hán Thọ quận Vũ Lăng (Kinh châu). Thời trẻ theo học Tống Trọng Tử.
Phan Tuấn là người thông minh, hỏi đáp có lý lẽ. Ông trở nên nổi tiếng và được làm quan Công tào trong quận Vũ Lăng.
Khi ông mới chưa đầy ba mươi tuổi, Kinh châu Mục là Lưu Biểu gọi ông đến làm Tòng sự quận Giang Hạ. Có quan huyện trưởng huyện Sa Tiện tham ô không chịu sửa, Phan Tuấn kể tội mà giết đi khiến cả quận chấn động.
Sau đó ông chuyển làm Tương Hương lệnh, trị dân rất có tiếng.

## Phục vụ Lưu Bị
Năm 209, Lưu Bị nắm quyền cai trị Kinh Châu, lấy Phan Tuấn làm Trị trung Tòng sự.
Năm 212, Lưu Bị vào đánh Tây Xuyên, ông ở lại giúp việc cho Quan Vũ tại Kinh châu.
Năm 219, Tôn Quyền giết Quan Vũ chiếm Kinh châu, nhiều người đầu hàng, riêng Phan Tuấn cáo bệnh không gặp. Tôn Quyền sai người đến bên giường dùng kiệu đưa đi. Phan Tuấn cúi mặt vào giường chiếu không chịu dậy, nước mắt đầm đìa, nức nở không tự yên được. Tôn Quyền đích thân vỗ về cùng nói chuyện, tỏ ý tôn trọng ông. Phan Tuấn chịu theo hàng, được phong làm Trị trung.

## Phục vụ Tôn Quyền
Do Phan Tuấn ở Kinh châu lâu năm, Tôn Quyền thường hỏi ông về những việc quân của Kinh châu.
Quan Tòng sự quận Vũ Lăng là Phàn Trụ dụ dẫn người Di, mưu đem quận Vũ Lăng theo Lưu Bị. Có người ngoài tấu lên xin Tôn Quyền đem vạn quân đến đánh. Tôn Quyền gọi riêng Phan Tuấn đến hỏi, ông cho rằng chỉ cần 5000 quân đủ bắt được Trụ. Ông giải thích với Tôn Quyền về việc dùng ít quân:
"Trụ là người gốc ở quận Nam Dương, lại hay làm bừa nói bậy mà không có tài biện luận. Thần biết được người ấy là vì Trụ từng bày hội yến với người trong châu, sắp đến giữa ngày, ăn không hết được, có hơn mười người tự đứng dậy, đấy cũng chỉ là khí tiết của bọn thấp kém thôi".
Tôn Quyền nghe theo lời ông, sai ông đem năm nghìn quân đến, quả nhiên phá và chém được Trụ.
Sau đó ông chuyển làm Phấn uy Tướng quân, phong Thường Thiên đình hầu.
Năm 229, Tôn Quyền xưng đế, phong ông làm Thiếu phủ, tước Lưu Dương hầu. Tôn Quyền thích đi bắn chim, Phan Tuấn can ngăn, Tôn Quyền nghe theo.
Sau đó Phan Tuấn chuyển làm Thái thường. Người bản địa vùng Ngũ Khê quận Vũ Lăng liên kết chống lại triều đình Đông Ngô. Tôn Quyền ban Giả tiết cho Phan Tuấn, đem các quân đi đánh. Phan chém đầu bắt sống đến mấy vạn người, từ đấy Ngũ Khê suy yếu, một vùng yên ổn.
Phiêu kị Tướng quân Bộ Chất đóng đồn ở Ẩu Khẩu, xin chiêu mộ người các quận để tăng quân. Tôn Quyền hỏi Phan Tuấn, ông cho rằng không nên nghe theo, vì sẽ làm tăng thế lực cho các tướng địa phương, dễ gây phản loạn.
Tôn Quyền nghe theo. Trung lang tướng là Từ Tông là kẻ sĩ có danh tiếng, từng đến kinh sư giao kết với Khổng Dung, nhưng là nhà Nho càn rỡ, cho thuộc hạ phóng túng, không vâng phép cấm. Phan Tuần bèn chém đi.
Hàng tướng từ nước Ngụy là Ẩn Phiên vì có tài biện luận mà được hào kiệt thân gần, con ông là Phan Chứ cùng Chu Toàn cũng đi theo, đưa tặng tiền của hắn. Phan Tuấn nghe tin cả giận, gửi thư mắng Chứ. Sau đó Ẩn Phiên quả nhiên mưu chống lại Tôn Quyền và bị giết.
Anh vợ Phan Tuấn là Tưởng Uyển, đang là Đại tướng quân nước Thục Hán. Có người gièm ông với Thái thú Vũ Lăng là Vệ Tinh, nói rằng ông ngầm sai người qua lại với Tưởng Uyển. Vệ Tinh đem việc này báo cho Tôn Quyền, nhưng Tôn Quyền tỏ ra tin tưởng ông và đóng kín thư của Vệ Tinh để cho Phan Tuấn biết, rồi gọi Vệ Tinh về bãi chức quan.
Khi Phan Tuấn và Lục Tốn cùng đóng quân ở tiền đồn Vũ Xương, Hiệu úy Lã Nhất gièm pha Thừa tướng Cố Ung và Tả tướng quân Chu Cứ, cho rằng nên để Phan Tuấn thay chức. Sau đó Phan Tuấn về Kiến Nghiệp, nghe chuyện đó nổi giận, xin lệnh của trăm quan, muốn nhân đó mà cầm đao giết Lã Nhất. Lã Nhất nghe được chuyện, sợ cáo bệnh không đến triều. Từ đó Phan Tuấn hễ đến gặp, luôn nói về cái gian hiểm của Lã Nhất. Do đó Lã Nhất ngày càng bị Tôn Quyền lạnh nhạt, sau đó bị giết.
Năm 239, Phan Tuấn qua đời, không rõ bao nhiêu tuổi. Ông hoạt động trong gần 40 năm, thọ khoảng hơn 60 tuổi.